# Campylomorphus
Campylomorphus is een geslacht van kevers uit de familie  
kniptorren (Elateridae).
Het geslacht is voor het eerst wetenschappelijk beschreven in 1860 door Jacquelin du Val.

## Soorten
Het geslacht omvat de volgende soort:
- Campylomorphus homalisinus (Illiger, 1807)